# Smålands runinskrifter 128
Runinskrift Sm 128 är en vikingatida runsten vid Göberga gård i Linderås socken och Tranås kommun i Småland.

## Stenen
Den säregna stenklumpen som sannolikt ristades på 1000-talet påträffades i grunden till en byggnad.
Nu står den på tomtmark vid Göberga gård, omkring en mil västsydväst om Tranås. Stenen, som är av olivindiabas, har flera stora vittrade gropar. Dess nedre del är avslagen och saknas, varpå höjden idag endast är 0,7 meter. Många runor är delvis skadade. Ristningen är i juni 2010 inte ifylld med färg. I translittererad former lyder inskriften enligt nedan:

## Inskriften
- Runsvenska: ... ...in × iftiR þ...rlak -...[1]
- Nusvenska: "...stenen efter Torlak..."[3]

### Fotnoter
1. 1 2 3  Samnordisk runtextdatabas, Rundata (2008-03-01)
2. 1 2  FMIS (Riksantikvarieämbetet, raa.se) (2010-06-06)
3. ↑  Ragnar Kinander (red.), 1935-1961, Smålands runinskrifter